# Herb Pajęczna
Herb Pajęczna – jeden z symboli miasta Pajęczno i gminy Pajęczno w postaci herbu.

## Wygląd i symbolika
Herb przedstawia w polu błękitnym ceglany mur obronny czerwony z otwartą bramą, i trzema basztami, z których środkowa największa. Baszty zwieńczone trzema blankami.

## Historia
Wizerunek herbowy znany jest od XIV wieku z niewielkimi zmianami.